# Michel Butter
Michel Butter (Beverwijk, 5 november 1985) is een Nederlandse atleet uit Beverwijk. Hij kwam aanvankelijk uit op de middellange en lange afstanden (1500 - 10.000 m), maar schakelde in tweede instantie over op de afstanden op de weg tot en met de marathon. Ook neemt hij deel aan veldlopen.

## Biografie

### Eerst voetbal

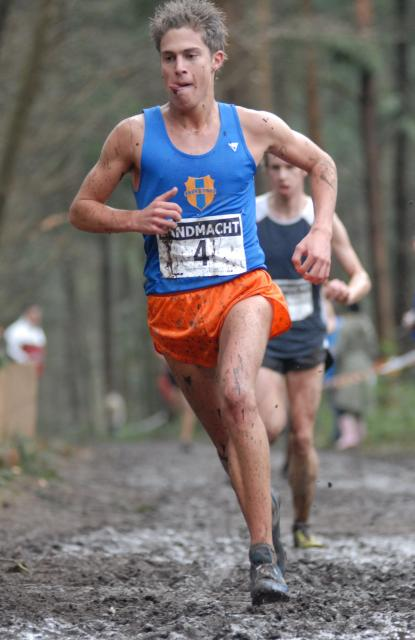
Michel Butter in actie tijdens het NK Veldlopen 2007

Vanaf de pupillenleeftijd tot zijn zestiende deed Butter aan voetbal. Eerst bij voetbalvereniging DEM (Door Eendracht Macht) in Beverwijk en op het moment dat die club zondagclub werd, stapte hij over naar ODIN’59 uit Heemskerk. Vanaf zijn vijftiende liep hij al op eigen initiatief, zonder bij een atletiekclub aangesloten te zijn, zijn eerste regionale atletiekwedstrijden. Dat vond hij zo mooi dat hij het voetballen er voor opgaf. "Als voetballer had ik al veel energie. De trainingen vond ik mooi en af en toe speelde ik in het weekeinde meerdere wedstrijden op één dag. Ik kon er veel energie in kwijt, lekker sporten en veel in de weer zijn." De rechtsbenige linksachter legde nogal wat meters af op de grasmat, maar bleek beter op zijn plek in een sport als hardlopen.
In 2004 werd Butter Nederlands jeugdkampioen veldlopen en 5000 m. Twee jaar later haalde hij zijn eerste podiumplaatsen bij de senioren: op de NK's 10 km (Schoorl) en de halve marathon (Den Haag) werd hij tweede.

### Doorbraak
Het jaar 2007 is het jaar van zijn definitieve doorbraak naar de nationale top. Op drie verschillende nationale kampioenschappen pakt hij even zoveel titels. Hij wordt Nederlands kampioen 10 km en veldlopen. En bij de baankampioenschappen in Amsterdam schrijft hij de 5000 m op zijn naam door veteraan en Nederlands recordhouder Kamiel Maase in een spectaculaire eindsprint en een persoonlijke recordtijd van 13.55,56 te verslaan. Het absolute hoogtepunt van het jaar beleeft Michel Butter echter enkele weken later: bij de Europese kampioenschappen voor atleten onder 23 jaar in Debrecen finisht hij op de 10.000 m als tweede in 29.12,95, alweer een PR en op slechts 3 seconden achter de Russische winnaar. Het is op dit kampioenschap de tweede Nederlandse zilveren plak op de 10.000 m; eerder lukte het Koen Raymaekers in 2001.
Voor deze prestatie wordt Michel Butter later die maand tijdens de Europese kampioenschappen voor junioren in Hengelo gehuldigd. Hij ontvangt van de Atletiekunie en de Vrienden van de KNAU een cheque van 750 euro. Sinds kort werkt de Atletiekunie met prestatiepremies en Butter is een van de eerste atleten die daarvan profiteert.

### Trilogie
In de eerste maanden van het belangrijke atletiekjaar 2008 realiseerde Michel Butter een unieke trilogie. Allereerst prolongeerde hij op 11 februari op het Nederlands kampioenschap 10 km in Schoorl zijn in het vorige jaar veroverde nationale titel. Hij finishte 9 seconden voor de als tweede aankomende Patrick Stitzinger. In de maand erna werd hij Nederlands veldloopkampioen. In Gilze-Rijen was hij heer en meester tijdens de 10,2 kilometer lange veldloop en finishte in 31.17, liefst 51 seconden eerder dan de ook hier als tweede eindigende Patrick Stitzinger. Veertien dagen later maakte Butter de trilogie vol door tijdens de City-Pier-City Loop in Den Haag Nederlands kampioen te worden op de halve marathon. Het was zijn derde gouden plak in vijf weken tijd.
Na een welverdiende vakantie in Egypte was zijn volgende doel: het neerzetten van goede prestaties tijdens het baanseizoen. Terwijl de aandacht die zomer vrijwel volledig gericht was op de Nederlanders die deelnamen aan de Olympische Spelen in Peking, verbeterde Butter in alle luwte op verschillende, op zichzelf vrij onbetekende baanwedstrijden, zijn persoonlijke besttijden: de 1500 m van 3.48,11 naar 3.48,01, de 3000 m van 8.03,97 naar 8.01,57, de 5000 m van 13.55,56 naar 13.37,60 en de 10.000 m van 29.12,95 naar 29.09,88. Toch noemde hij na afloop zijn baanseizoen wisselvallig en deelde hij mee te hebben besloten om zich in de toekomst te richten op een beperkt aantal doelen. 'Ik ben echt wel wat verstandiger geworden. Je kunt niet altijd maar voluit blijven gaan.'
Twee doelen had hij zich voor de rest van 2008 gesteld: deelname aan de Dam tot Damloop in september en de EK veldlopen in december. In Zaandam leverde dat een eindresultaat op van 49.17, waarmee hij als zeventiende in totaal en als tweede Nederlander finishte. En nadat hij zijn vorderingen op veldloopgebied in november had getest bij wedstrijden in Gateshead en Tilburg, pakte zijn deelname aan de Europees kampioenschappen veldlopen in Brussel op 14 december 2008 ronduit spectaculair uit. In een uitstekende wedstrijd, waarbij hij voortdurend voorin te vinden was en na 7000 m zelfs even op de achtste plaats liep, finishte hij zijn eerste optreden bij de senioren uiteindelijk als negende en liep hij de 10.000 m in 31.30.

### Goed begin
Op 11 januari 2009 begon Michel Butter, net terug van een hoogtestage in het warme Mexico, het jaar veelbelovend door op de halve marathon van Egmond als tweede te finishen op slechts veertien seconden achter winnaar Wilson Kipsang. Hoewel zijn tijd van 1:05.50 minder was dan de 1:04.49 waarmee hij een jaar eerder derde was geworden, moet zijn prestatie toch worden gezien als bijzonder, gezien de koude omstandigheden (het vroor en er stond op het strand een lastige tegenwind) waarin de wedstrijd plaatsvond.

### Atletiek als beroep?
Butter komt uit voor Team Distance Runners van Guido Hartensveld. De 27-jarige Beverwijker studeerde in 2007 af aan de Johan Cruyff University, een hbo-opleiding, in de richting commerciële sporteconomie. Deze studie was heel goed te combineren met topsport.
Na zijn studie wordt topsport beoefenen waarschijnlijk zijn hoofdmoot, als professioneel atleet. "Ik wil er graag mijn beroep van maken. Ander werk verstoort toch je rust tussen de trainingen." Uiteindelijk wil Michel Butter zich toeleggen op de marathon. "Diep in mijn hart voel ik mij een marathonloper, er is niks mooiers dan die lange afstanden. Ik wil ook op topniveau presteren en als dat niet lukt op de marathon, kies ik voor de 10.000 meter. Dat ik ooit marathons ga lopen is duidelijk, de vraag is alleen wanneer dat gaat gebeuren."
Op 21 oktober 2012 liep hij in Amsterdam als derde Nederlander ooit de marathon onder 2 uur en 10 minuten (na Kamiel Maase (2:08.21) en Gerard Nijboer (2:09.01)). Hij verbeterde daarmee tevens zijn PR op deze afstand tot 2:09.58 en kwalificeerde zich voor de wereldkampioenschappen van 2013 in Moskou. Daar stapte hij op zaterdag 17 augustus voortijdig uit wegens 'stijfheid in de rug en lies'. Nader onderzoek, direct na terugkeer in eigen land, in het ziekenhuis Gelderse Vallei in Ede wees echter uit, dat er sprake was van een stressfractuur in de rechterheup. Dit betekende dat Butter voorlopig niet mocht lopen. Hij bleef zich echter focussen op de EK van 2014 in Zürich, waar hij sportieve revanche hoopte te nemen op het echec in Moskou.
Michel Butter wordt gesponsord door PriceWaterhouseCoopers, New Balance en Le Champion en is lid van Atletiek Vereniging Castricum.

## Nederlandse kampioenschappen
| Onderdeel                 | Jaar                         |
| ------------------------- | ---------------------------- |
| 5000 m                    | 2007, 2009                   |
| 10.000 m                  | 2013                         |
| 10 km                     | 2007, 2008, 2016, 2018, 2019 |
| halve marathon            | 2008, 2017                   |
| marathon                  | 2011, 2018                   |
| veldlopen (lange afstand) | 2007, 2008                   |

## Persoonlijke records
Baan
| Onderdeel | Prestatie | Datum            | Plaats    |
| --------- | --------- | ---------------- | --------- |
| 800 m     | 1.56,28   | 14 mei 2004      | Apeldoorn |
| 1500 m    | 3.42,66   | 31 augustus 2009 | Antwerpen |
| 3000 m    | 7.59,80   | 13 juni 2009     | Leiden    |
| 5000 m    | 13.37,33  | 18 juli 2009     | Heusden   |
| 10.000 m  | 28.38,70  | 26 maart 2010    | Palo Alto |

Weg
| Onderdeel      | Prestatie | Datum             | Plaats    |
| -------------- | --------- | ----------------- | --------- |
| 10 km          | 28.48     | 10 februari 2008  | Schoorl   |
| 10 Eng. mijl   | 48.47     | 23 september 2007 | Zaandam   |
| halve marathon | 1:02.25   | 10 maart 2013     | Den Haag  |
| marathon       | 2:09.58   | 21 oktober 2012   | Amsterdam |

## Palmares

### 5000 m
- 2007:  NK - 13.55,56
- 2009:  NK - 13.52,54
- 2012: 6e NK - 14.29,02
- 2016: 5e NK - 14.21,43

### 10.000 m
- 2005: 15e EK U23, Erfurt - 30.44,86
- 2007:  EK U23 - 29.12,95
- 2007: 14e Europacup - 29.34,79
- 2009: 14e Europacup - 28.52,58
- 2010: DNF Europacup
- 2013:  NK - 29.52,65
- 2015: 17e Gouden Spike - 29.44,13

### 10 km
- 2003: 17e Parelloop - 31.51
- 2007:  NK in Schoorl - 29.09
- 2008:  NK in Schoorl - 28.48
- 2009: 4e NK in Tilburg - 29.19
- 2011: 5e NK in Tilburg - 30.00
- 2011: 33e Parelloop - 30.41
- 2015:  NK in Schoorl - 28.56
- 2016:  NK in Schoorl - 29.44
- 2016: 4e Hemmeromloop - 30.16
- 2016: 5e Singelloop Utrecht - 28.59
- 2017: 4e NK in Schoorl - 29.35 (7e overall)
- 2018:  NK in Schoorl - 29.12
- 2019:  NK in Schoorl - 28.54

### 12 km
- 2008: 11e Zandvoort Circuit Run - 38.47
- 2014: 6e Zandvoort Circuit Run - 37.57
- 2015: 5e Zandvoort Circuit Run - 38.25

### 15 km
- 2011: 11e Montferland Run - 45.56
- 2015: 9e Montferland Run - 45.52
- 2017: 11e Montferland Run - 46.51
- 2019: 19e Montferland Run - 45.57

### 10 Eng. mijl
- 2006: 15e Dam tot Damloop - 49.10
- 2007: 12e Dam tot Damloop - 48.47
- 2008: 17e Dam tot Damloop - 49.17
- 2009: 17e Dam tot Damloop - 49.47
- 2011: 16e Dam tot Damloop - 49.06
- 2012: 22e Dam tot Damloop - 48.59
- 2012: 15e Tilburg Ten miles - 47.52
- 2015: 17e Dam tot Damloop - 50.25
- 2016: 18e Dam tot Damloop - 49.38
- 2016: 11e Tilburg Ten Miles - 48.29
- 2017: 15e Dam tot Damloop - 49.23
- 2018: 13e Tilburg Ten Miles - 50.13
- 2019: 11e Tilburg Ten Miles - 49.22
- 2019: 13e Dam tot Damloop - 48.59

### halve marathon
- 2005: 10e halve marathon van Egmond - 1:05.56
- 2006:  NK in Den Haag - 1:05.25 (14e overall)
- 2006: 9e halve marathon van Egmond - 1:04.48
- 2007: 5e halve marathon van Egmond - 1:05.44
- 2007:  NK in Den Haag - 1:03.52 (17e overall)
- 2008:  halve marathon van Egmond - 1:04.49
- 2008:  NK in Den Haag - 1:03.17 (9e overall)
- 2009:  halve marathon van Egmond - 1:05.50
- 2009:  Berenloop - 1:07.13
- 2011:  NK in Breda - 1:05.28 (10e overall)
- 2011: 17e City-Pier-City Loop - 1:04.13
- 2012: 7e halve marathon van Egmond - 1:03.13
- 2012: 13e City-Pier-City Loop - 1:02.33
- 2013: 9e halve marathon van Egmond - 1:02.46
- 2013: 11e City-Pier-City Loop - 1:02.25
- 2013:  NK in Venlo - 1:05.28
- 2014: 4e Marquetteloop - 1:08.17
- 2015: 44e halve marathon van Egmond - 1:12.06
- 2015: 21e Venloop - 1:05.50
- 2015: 5e Bredase Singelloop - 1:05.26
- 2015:  Berenloop - 1:09.36
- 2016: 10e halve marathon van Egmond - 1:10.48
- 2016: 27e EK - 1:05.24
- 2017: 11e City-Pier-City Loop - 1:05.11
- 2017: 7e halve marathon van Egmond - 1:05.41
- 2017:  NK te Nijmegen - 1:05.04
- 2018: 9e halve marathon van Egmond - 1:05.42
- 2019:  NK te Venlo - 1:04.22
- 2019: 7e Bredase Singelloop - 1:04.58
- 2020: 8e halve marathon van Egmond - 1:10.07
- 2020: 11e City-Pier-City Loop - 1:03.22

### marathon
- 2011:  marathon van Utrecht - 2:17.36
- 2011:  NK in Amsterdam - 2:12.59 (15e overall)
- 2012: 7e Boston Marathon - 2:16.38
- 2012: 12e marathon van Amsterdam - 2:09.58
- 2013: 10e marathon van Rotterdam - 2:13.25
- 2013: DNF WK in Moskou (blessure)
- 2015:  NK te Rotterdam - 2:14.02 (12e overall)
- 2015: 11e marathon van Amsterdam - 2:11.08
- 2017: 13e marathon van Rotterdam - 2:11.00
- 2017: 6e marathon van New York - 2:12.39
- 2018: 13e marathon van Amsterdam - 2:17.18
- 2019: 37e marathon van New York - 2:25.06
- 2021: 13e NN Mission Marathon, Twente Airport - 2:10.30

### overige afstanden
- 2007: 10e 4 Mijl van Groningen - 18.52
- 2016: 13e 4 Mijl van Groningen - 18.30

### veldlopen
- 2003: 67e EK junioren in Edinburgh (6595 m) - 22.30
- 2004: 70e EK junioren in Heringsdorf (5640 m) - 17.37
- 2004: 85e WK voor junioren in Brussel (8 km) - 27.51
- 2005: 65e EK in Tilburg (9840m) - 28.59
- 2006: 15e EK U23 in San Giorgio su Legnano (8.030 m) - 23.35
- 2007:  NK lange afstand in Wageningen - 33.09
- 2007: 16e EK U23 in Toro (8,2 km) - 25.05
- 2008:  NK lange afstand in Gilze en Rijen - 31.17
- 2008:  Warandeloop in Tilburg (10 km) - 30.51
- 2008:  Gateshead International Cross Country races - 28.18
- 2008: 9e EK in Brussel - 31.13
- 2010: 7e Warandeloop - 30.06
- 2010: 16e EK in Albufeira (9870 m) - 29.43
- 2010:  Sylvestercross in Soest (ruim 10 km) - 34.53
- 2012: 4e NK (Warandeloop = 10 km) - 31.02
- 2012: 25e EK in Boedapest (9880 m) - 30.59
- 2015:  Mastboscross in Breda (11,1 km) - 35.06
- 2016:  Abdijcross (10,5 km) - 33.26
- 2016: 6e Crosscup in Mol - 28.17
- 2016: 13e Warandeloop (10.000 m) - 30.27
- 2017: 6e Sylvestercross in Soest - 36.34
- 2018: 6e Warandeloop - 29.49
- 2018: 8e Sylvestercross in Soest - 35.49
- 2019: 11e Sylvestercross in Soest - 36.35